# Liste der Monuments historiques in Sanry-lès-Vigy
Die Liste der Monuments historiques in Sanry-lès-Vigy führt die Monuments historiques in der französischen Gemeinde Sanry-lès-Vigy auf.

## Liste der Objekte
| Bezeichnung | Beschreibung | Standort                        | Kennzeichnung | Schutzstatus | Datum | Bild |
| ----------- | ------------ | ------------------------------- | ------------- | ------------ | ----- | ---- |
| Pietà       | Holz         | in der Kirche St-Nicolas (Lage) | PM57000825    | Inscrit      | 1982  |      |